# 潔琳娜·詹森
潔琳娜·詹森（Jelena Jensen，1981年10月7日—）為美國色情演員及模特兒。

## 早年
潔琳娜就讀於加州橘郡的查普曼大學（Chapman University），並在2003年5月以極優等成績取得電影電視製作的藝術學士學位。

## 生涯
潔琳娜第一次攝影是由史考特·聖詹姆斯（Scott St. James）掌鏡，刊登在2003年8月份的《Club》雜誌。之後曾與Suze Randall、Holly Randall、Richard Avery等攝影師及Andrew Blake、Robby D和Celeste等導演合作。 她也擔任過綁縛模特兒。
潔琳娜為許多網站拍攝過寫真，並曾登上《閣樓》和《花花公子特別版》等雜誌。她還演出過數位遊樂場（Digital Playground）所製作的《Jack's Playground》系列。另外，她也曾擔任Playboy TV的《Totally Busted》節目主持人。
2009年6月22日，潔琳娜在官方網站推出第一次與男性合作的影片。

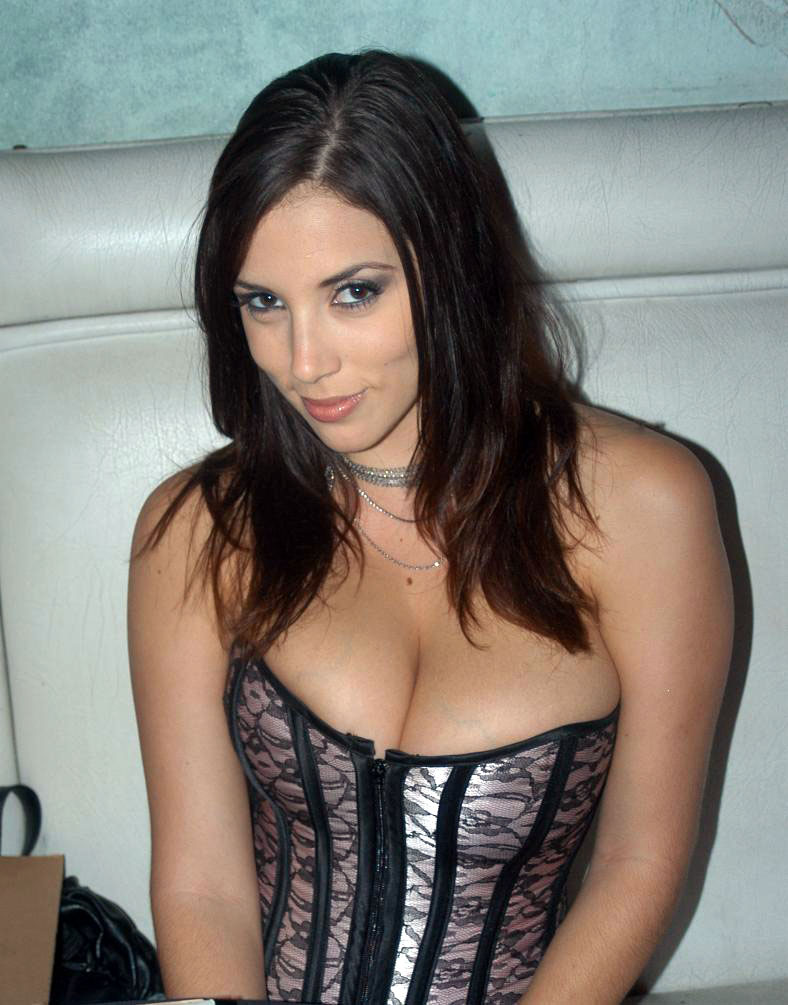
2005年，詹森於紅十字會的颶風卡崔娜紅燈區募捐

## 獲獎紀錄
- 2010 XBIZ Award – Web Babe of the Year[6]

## 刊物
- 《Club》（2003年8月份）
- 《Fox》（2003年11月份）
- 《High Society》（2004年1月份）
- 《Natural Beauties》（2004年2/3月）
- 《Hustler》（2004年4月份）

## 外部連結
- 官方網站 （页面存档备份，存于）
- 潔琳娜·詹森在互联网电影资料库（IMDb）上的資料（英文）
- 潔琳娜·詹森的MySpace主頁